# ジェミー・スタッフ
ジェミー・スタッフ（Jamie Staff、1973年4月30日- ）は、イングランド、アッシュフォード出身の自転車競技選手。

## 経歴
9歳のときからBMXを始め、1996年、BMX世界選手権・クルーザー級で優勝。しかし当時、オリンピック種目にBMXがなかった（BMXのオリンピック種目採用は2008年の北京オリンピックから）ことから、2001年にトラックレース転身を表明。
2002年、コペンハーゲンで開催されたトラックレース世界選手権・チームスプリントにおいて、クリス・ホイ、クレイグ・マクリーンと組んで優勝。2004年、メルボルンの世界選手権・ケイリンを制覇。2005年のロサンゼルス・世界選手権では、ホイ、ジェイソン・クアリーと組んでチームスプリントを制覇した。
2008年のマンチェスター・世界選手権ではホイ、ロス・エドガーと組んでチームスプリントで2位に入った。同年の北京オリンピックでは、チームスプリントのみ出場。同種目の第1走として、ジェイソン・ケニー（第2走）、ホイ（第3走）とともに挑んだレースでは、予選で17秒198をマークして、イギリスチームが42秒950の驚愕タイムを樹立することになる、その立役者となった他、世界選手権3連覇中のフランスとの決勝戦では17秒136と、予選時よりもさらにタイムを上回り、イギリスチームの金メダル獲得の立役者にもなった。そして、ホイの北京オリンピック三冠王にも貢献することになった。